# Medal of Honor: Vanguard
Medal of Honor: Vanguard is het tiende spel in de Medal of Honor serie ontwikkeld door EA Los Angeles en Budcat Creations. Het spel is uitgekomen voor de PlayStation 2 en de Wii op 30 maart 2007.

## Singleplayer
Spelers nemen de rol aan van Cpl./Sgt. Frank Keegan, een lid van de 82nd Airborne Division, en de 17th Airborne Division die strijden tegen de Axis-strijdkrachten van nazi-Duitsland en het Koninkrijk van Italië.
De eerste missie, Operation Husky, plaatst Keegan in een C-47 vliegtuig ergens voor de kust van Sicilië. Plotseling ontploft het vliegtuig en Keegan wordt eruit geslingerd. Hij slaagt erin om zijn parachute te openen en op de grond te landen, waar hij in een stad tegen de Italiaanse troepen moet vechten. Eenmaal door de stad vervolgen ze hun weg langs de kust naar een bunker ergens op Sicilië, waar ze hun weg naar binnen schieten en de Duitse troepen in de bunker verslaan. Voor deze missie ben je gewapend met een Thompson submachine gun, en tijdens de missie kun je wapens zoals de MP40 en de M1 Garand oppakken.
In de tweede missie, Operation Neptune, wordt Keegan overgedragen aan de 17th Airborne Division zweefvliegtuig-eenheid voor de invasie van Normandië. Het zweefvliegtuig crasht, en Keegan en een andere soldaat zijn de enige overlevende soldaten. Ze vechten hun weg naar een andere groep, waar ze hun missie vervolgen met het opblazen van belangrijke bruggen verspreid over het Normandische landschap. Daarna doorkruist Keegan een moeras, haalt parachutisten neer en vernietigt een halftrack. Keegan vernietigt vervolgens nog een andere brug en vervolgt zijn weg naar het kasteel waar de Duitsers hun hoofdkwartier hebben. Ze vechten hun weg erdoorheen, alleen maar om te ontdekken dat het een valstrik is en dat ze zijn ingesloten door vier Panzer Mk. V tanks. Na het verslaan van de tanks ontdekken ze dat hun sergeant is vermoord, en Keegan wordt hun sergeant. Dit is de eerste missie waarin je de MP44 kunt gebruiken.
De derde missie is Operation Market Garden. Tijdens de operatie vecht Keegans team zich een weg door het platteland tot ze de Nederlandse stad Nijmegen bereiken, waar ze zwaar vuur ondervinden van MG42 machinegeweerbunkers overal in de stad. De missie eindigt wanneer Keegan een Tiger tank vernietigt op het stadsplein.
De vierde en laatste missie in het spel is Operation Varsity. De missie begint als Keegan aan land gaat op de oever van de Rijn, waar zij onder zwaar vuur komen te liggen van de Wehrmacht krachten. Ze banen hun weg naar een Duitse boerderij, waar ze verschrikkelijke aanvallen moeten afslaan voor ze verder kunnen gaan naar een Duits loopgravenstelsel. Na het neutraliseren van de loopgraven en de omliggende bunkers baant Keegan zijn weg door een fabriek in handen van Duitse sluipschutters. Het laatste gevecht van het spel vindt plaats buiten de fabriek.